# OSV Hannover
OSV Hannover – niemiecki klub piłkarski z siedzibą w Hanowerze (dzielnica: Oststadt) w kraju związkowym Dolna Saksonia.

## Historia
- 1923 – został założony jako Freie Sportvereinigung Hannover Ost
- 1933 – został rozwiązany przez Nazistów
- 1933 – został na nowo założony jako Oststädter Sportverein Hannover
- 1937 – połączył się z MTV Groß Buchholz
- 1940 – połączył się z Vereinigte Turnerschaft 1919 Bothfeld
- 1945 – został rozwiązany
- 1945 – został na nowo założony jako TuS Bothfeld 04
- 1952 – zmienił nazwę na Oststädter Sportverein Hannover von 1923

## Sukcesy
- 3 sezony w Regionallidze Nord (2. poziom): 1971/72-1973/74.
- 2 sezony w 2. Bundeslidze Nord (2. poziom): 1979/80-1980/81.